# Niederländische EU-Ratspräsidentschaft 2016
Die niederländische Ratspräsidentschaft behandelt den Vorsitz der Niederlande im Ministerrat der EU für die erste Jahreshälfte 2016. Damit beginnt eine neue Trio-Ratspräsidentschaft der Niederlande, Slowakei und von Malta. Es ist der zwölfte Ratsvorsitz des Gründungsmitglieds der EU nach 1960, 1963, 1966, 1969, 1972, 1976, 1981, 1986, 1991, 1997 und 2004.

## Prioritäten der niederländischen EU-Ratspräsidentschaft
Gemäß Mitteilung des niederländischen Außenministers Bert Koenders über die EU-Ratspräsidentschaft der Niederlande im Jahr 2016 wollen diese eine Europäische Union, „die sich auf das Wesentliche konzentriert, die mit Innovationen Wachstum und Beschäftigung erzeugt und in der sich Bürger und zivilgesellschaftliche Organisationen aktiv in das politische Geschehen einbringen“.
Die niederländische Ratspräsidentschaft hat sich folgende Ziele für die nächsten sechs Monate gesetzt:
- Migration und internationale Sicherheit
- Europa als Motor für Innovation und Beschäftigung
- Finanzen und die Eurozone
- Zukunftsorientierte Klima- und Energiepolitik

Diese Punkte finden sich auch im „Programm der niederländischen Präsidentschaft des Rates der Europäischen Union 1. Januar – 30. Juni 2016“. Zum ersten Punkt ist auch die 2015 vereinbarte „Europäische Migrationsagenda“ von Belang.

## Logo
Das für die Ratspräsidentschaft der Niederlande 2016 gewählte Logo ist, bei aktualisierter Jahreszahl, eine Übernahme des Symbols aus 2004.

## Besonderes
Anlässlich der niederländischen EU-Ratspräsidentschaft wird eine Zeitkapsel geöffnet, die während der ungarischen EU-Ratspräsidentschaft 2011 verschlossen wurde. Darin befinden sich Botschaften in Form von Zeichnungen ungarischer Kinder. Von 1700 eingetroffenen Zeichnungen wurden fünfzig ausgewählt und in die Zeitkapsel eingelegt. In den Botschaften haben die Kinder vor fünf Jahren ihre Wünsche und Bitten an die Politiker der Europäischen Union dargelegt. Die Zeitkapsel wurde am Ende der ungarischen Ratspräsidentschaft von Enikő Győri an Robert Milders, den Botschafter der Niederlande, übergeben.

## Weiteres
- Rat der Europäischen Union
- Vorsitz im Rat der Europäischen Union